# Ytterby (groeve)

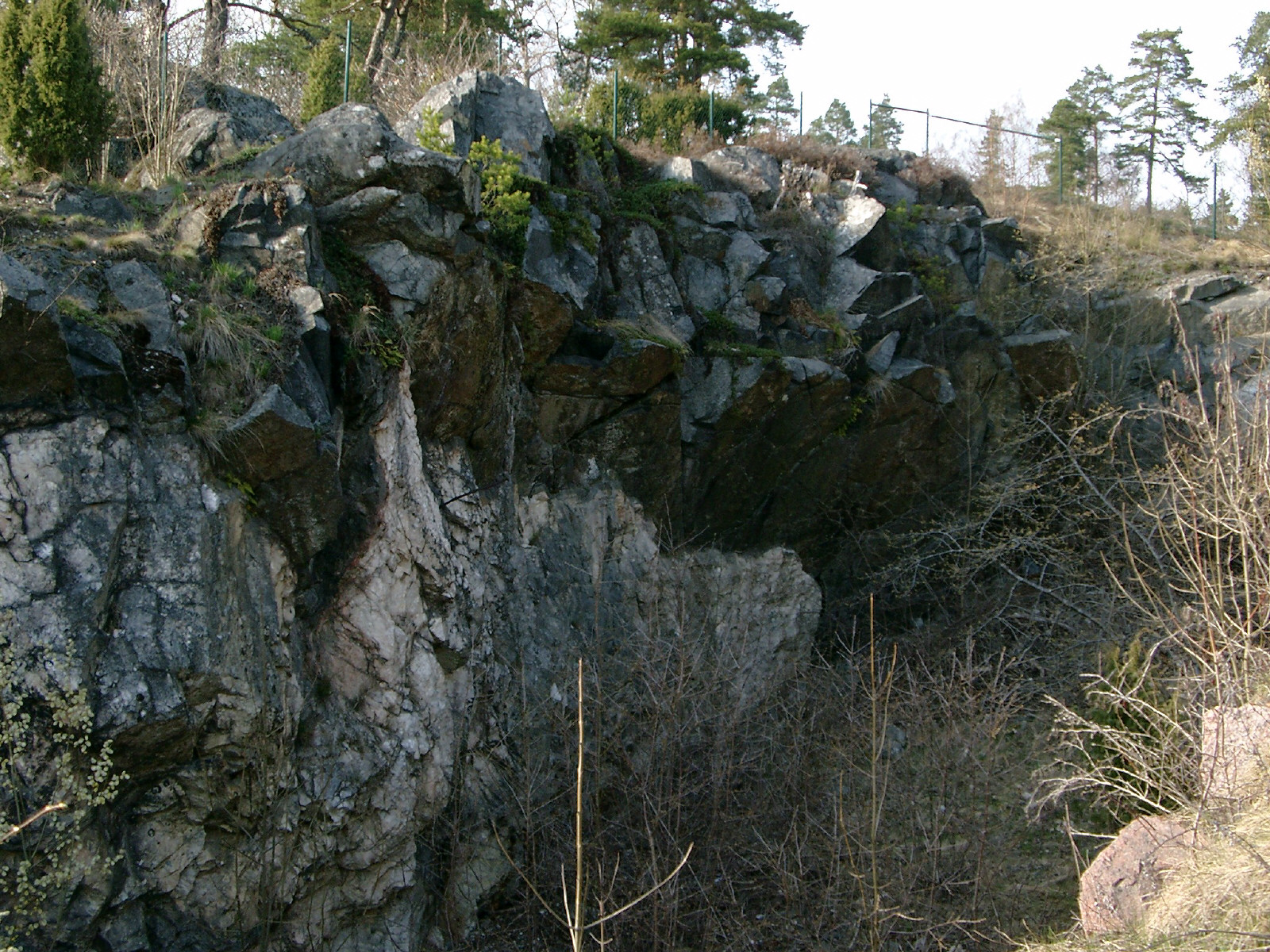
De groeve Ytterby

Ytterby is een groeve nabij Stockholm in Zweden, waar een aantal zeldzame aarden worden gevonden. De groeve ligt in de gemeente Vaxholm, op het eiland Resarö, dat onderdeel uitmaakt van de Scherenkust van Stockholm.
De naam van de groeve is gebruikt voor vier elementen uit het periodiek systeem: 
- Yttrium (Y)
- Terbium (Tb)
- Erbium (Er)
- Ytterbium (Yb)